# 武天のカイト
『武天のカイト』（むてんのカイト）は、原作鈴木俊介、作画蜂文太による日本の漫画作品。
『月刊少年ガンガン』（エニックス、現スクウェア・エニックス発行）誌上1993年5月号〜1994年4月号に連載された。全3巻、全12話。

## 概要
この作品により、それまでアンソロジーコミック参加を中心に執筆していた蜂文太名義では初の単独名義単行本発行に至る。
連載初期にあたる第二波「マナ怒る!!」（単行本第1巻収録）の作中において、ヒロイン的立場にある登場人物のマナが極端に肌を露出するシーンがある。このことは本作品をテーマにしたレビューや掲示板への書き込みなどで触れられることが多く、全12話という作品自体は短命に終わったものの作品認知度を高める要因ともなっている。少年誌の体裁をとっているものの児童誌の雰囲気を強く持つ月刊少年ガンガン誌上に掲載されたことが大きな一因といえる。
ファンタジー色の強い漫画を多く掲載する月刊少年ガンガンにあり、SF作品の舞台にされることが多い近未来を題材にしているがファンタジー漫画としての要素はほとんどなく、純粋な格闘を扱う漫画となっている。

## プロローグ
西暦2300年代、太平洋の真ん中に突然新大陸が出現。世界各国政府はこの大陸を「リバイバニア」と命名し、一向に歯止めのきかない人口爆発によって増えすぎた人口の移住先としたが、結果的にこの新大陸に渡ったのは重罪を犯した犯罪人しかいなかった。そこで世界各国政府は更なる重犯罪の防止から銃火器をはじめとしたあらゆる兵器の禁止、のみならず近代科学技術の持ち込みを禁止した。しかし、そんな環境でも重犯罪者同士の争いは絶えず、争いの手段として格闘技が異常に発達していく。そんな中、リバイバニア以外の大陸では300年の間で世界大戦、天変地異などにより完全崩壊してしまう。皮肉にも唯一人間が生存可能となったリバイバニアでは発達した格闘技術の使い手、力ある強い者が生き残る弱肉強食の時代と化していた。
時は2600年、リバイバニア大陸。
武天眼流至高伝承者にして血波を操る武天カイト。
咬竜掌を操る女武術家マナ。
生まれてから15年、祖父と2人っきりの山での修行ののちカイトは山を下り街に出る。初めて祖父以外の人間を数多く目撃し興奮するカイト。しかしその街はスモブロスなる荒くれ者に支配されようとしていた。街の人間は用心棒マナを雇いこれに対抗するが、マナの出番はなくカイトの活躍によってスモブロスは撃退される。
その夜、カイトを称賛する酒の席で自分の存在意義を奪われたマナは面白くもなく、酒に酔うがそこでカイトが幻の流派、武天眼流を名乗ったことに激怒。チンピラ如きに操れるはずはないとカイトと対峙する。
闘いは拮抗しているかに思えたが……。

## 登場人物

### カイトの仲間
カイト
武天眼流至高伝承者にして血波を操る。
死んだ祖父のドゥーム・シティのアイアンジョウに会えという言葉から、生まれてから15年間修行した山を下り街に出る。山の修行時は祖父と2人きりの人間しかおらず、街にたどり着いて初めて人間を見たときは感激している様子がある。カイトが初めて見た祖父以外の人間は、5,6キロ離れた望遠鏡越しのマナである。
先述の通り、カイトは祖父以外の人間を見たことがない。当然、性別の違いが分かるはずもなく、対峙したマナの乳房を鷲掴み、感触を確かめることで初めてマナが祖父に教えられた女性であることに気付く。これ以降もマナの乳房を鷲掴んだり、バニーガールに扮した女性に抱きつく描写があり、女好きであることが分かる。また、危機にひんしたマナの身を案じたり、だまし討ちにあって怪我をしたテツトを思って怒りをあらわにしたりと仲間意識、道徳性をそなえる。
マナ
咬竜掌を操る女武術家。
ドラゴ村の生き残り。母や一族を殺した人間を探してカイトと供にドゥーム・シティを目指す。
随所に大きな乳房の持ち主としての描写があり、ジムには「ボインのオネーチャン」とも言われた。初登場時から街の少年と青年に大きく揺れる乳房を見つめられる描写があり、決定的なのはカイトと対峙した際にカイトの技により露出させられた乳房を好き勝手に揉まれ、街中の男たちに乳房を晒されたり、ビッグ・ダディの技により投げ飛ばされたマナをカイトがマナの乳房を掴んでキャッチする描写がある。
先述の乳房を露出させられたときは両腕で必死に隠そうとするなど女性らしいところがある反面、男勝りでプライドが高く、気性が荒い一面を持つ。
その為、乳房が露出した色っぽい姿に興奮し野獣と化した街中の男たちに追い回された時はキレてしまい、両腕で乳房を隠すことを止めて乳房丸出しの姿でヤケクソになって暴れた。乳房丸出しの半裸姿に群がる街中の男たちの数に苦戦しながらも全員を倒した後は、そのまま力尽きしまい両腕で乳房を隠した姿で朝まで眠ってしまう。
自分の武術に相当の自信を持っておりそれを侮辱する人間を許さない。また、美男子のカシバに「美しいお嬢さん」と言われ照れたり、初対面のカシバを見る目がハートになるなどの漫画表現から面食いと思わせる描写もある。
その結果、カシバに囚われ身体の隅々まで調べら尽くされ、技の実験台にされる。
マトゥ
マサイラ村の出身で関西弁を話す。
マサカシンバという槍術を使い、使う槍の形状は投げ槍のジャベリンに近い。純粋に強い男と闘いたいがためにカイトと対峙する。結果、お互いの強さを認めてカイトの仲間となる。真面目なキャラだが道徳に背く人間には非情な面を持つ。
ジム・キャンベル
二丁拳銃を持つが実質は使わず、指を拳銃に模して気を飛ばし相手を倒す技を持つ。別名スロウハンド・ジム。
カイトの血の力を感じ、同行すれば楽しいことが起こる予感がすると言って、なし崩しに仲間となる。

### カイトの師匠
エント
カイトの祖父にしてテツトと兄弟弟子。カイトの師匠にあたり武天眼流を教えた。シルエットのみの登場。
テツト
カイトの祖父が会えと言ったアイアンジョウ本人。
カイトの祖父とは兄弟弟子の関係で、ヤマトの師匠にあたる。
アマト
武天眼流開祖。ミイラ化して椅子に鎮座しているが強力な血波を心臓に送れば蘇り、アマトの中で増幅した血の力を得られれば至高の血波伝承者となる。

### カイトの敵
スモブロス
ガルガラ地方Pタウンにあるあらゆるものから養分を吸い子イモを作れる黄金のタネイモを狙う。
オオゼキビル
カイトを軍豚という訓練して人の乗れる豚で弾き飛ばす。Pタウンを襲撃しにくるがカイトの鳳蹴にて撃退される。
セキワケマイケル
髷を結ってはいるが、服を着てその上からまわしをしている。中肉中背で美男子に描かれている。
ビッグ・ダディ（ヨコヅナ）
その肉体に肉と脂肪の神々を宿すスモブロスのボス。
脂流鳴動によりマナを飲み込み、身動きできないマナを締め上げて苦しめるが、カイトの雷焼により倒される。
カシバ
シンリムの町で病院を開業し、町の人間から慕われる医者。美男子として描かれている。
しかしその正体は醜悪に顔を歪めるマッドサイエンティスト的な人格であり、自身の操る柴流鍼殺術完成のため武術者を次々実験台にした。油断したマナも磔にされて実験台にされる。しかし一度カイトに敗れてからその後会ったヤマトにつき、ヤマトに見捨てられ殺されそうになるとカイト一向にくみするという小悪党ぶりを発揮する。
ヤマト
血波を操り至高伝承者を名乗る。マナの母や一族を殺した張本人。
気に喰わない言動をした部下を殺したり、マナの一族を襲うなどの暴虐無比な非道を行う非情の男。ヤマトのもとで修行時代は真面目だったが、リバイバニア大陸最強を決める戦士闘祭の第15代闘聖になってからは酒色溺れ、それを諫めた師のテツトに毒を盛り痺れて動けないところを襲撃する。

## 技一覧
武天のカイトで登場する架空の武術。常用漢字の読みとは異なるものも作中に則した読みを記す。
武天眼流（むてんげんりゅう）
カイトの使用する武術。
刃風（じんぷう）
走り抜けながら相手のアキレス腱を断ち切る。
旋舞（せんぶ）
回転しながらのヒジ打ち。
鳳蹴（ほうしゅう）
相手の鼻穴に足の指を突き入れ、相手の顔に登るようにしてもう片方の足でのカカト落とし。
彗星（すいせい）
両手を合わせて合掌し、高みから刃物のようにふり落とす。マナの乳房を露出させた技。
崩の勁 鵜降（くずしのけい うこう）
相手のヒジ関節を極めながらそのままジャンプ、顔から落とす。
雷焼（らいしょう）
相手の体に手の平を密着させ、残った手でそこを打つ。血波により相手の血を沸騰させる。
瀧昇（りゅうしょう）
相手の顎にアッパーカットのように下から上に向けて打撃する。
撃の勁 螺斬（げきのじん らざん）
横腹に蹴りを与えながらそこに乗り、顔面を蹴る。
縛の勁 蔓陀（ばくのじん まんだ）
プロレス技のコブラツイストに近いがより必殺的な関節技、首の骨を捻る。
拳空（けんくう）
拳を前に突き出した状態で空気の衝撃波を前面に打ち出す。

咬竜掌（こうりゅうしょう）
マナの使用する武術。
竜尾鞭蹴（りゅうびべんしゅう）
足に強い反動をつけながら後ろに返し、その勢いのまま回転しながらの連蹴り。
炎唾連掌（えんだれんしょう）
心臓に向けて数十発の拳をたたき込み、心臓を凄まじい振動で揺さぶる。
牙咬脚（がこうきゃく）
両足を目一杯開いた状態で相手の首目掛けて飛び、一気に閉じて挟み蹴る。

脂流（しりゅう）
ビッグ・ダディの使用する武術。
脂流鳴動（しりゅうめいどう）
脂肪を独立した生き物のように操り、相手を飲み込んで体全体を締め上げる。
脂流飛岩張手（しりゅうひがんはりて）
腕の脂肪を手の平に集めて打つ。巨大な張り手。

柴流鍼殺術（さいりゅうしんさつじゅつ）
カシバの使用する武術。
屍四本、閃八本（ししほん、せんはっぽん）
4本ないし8本の鍼を高速で前方に投げる。
血沫飛（けつまつび）
奇孔という経穴を鍼でついて全身の毛穴から血を吹き出させる。
夢中傀儡鍼（むちゅうくぐつばり）
鍼の音を出す術者が、ある経穴を突かれた人間を操れる。
屍操傀儡鍼（しそうくぐつばり）
夢中傀儡鍼が生きている人間に対して死人を操れる。

マサカシンバ
マトゥの使用する武術。
旋風槍ムブシ（せんぷうそうムブシ）
高速に槍を回転し、ヘリコプターの要領で飛ぶ。
クバルマ
旋風槍ムブシで高みにいるときに、下にいる相手に目掛けて槍を投げる。
死抜槍ワムシンバ（しばっそうワムシンバ）
相手に正面から槍の刃を取らさせた状態で、槍の柄を蹴り強引に突き刺す。

武天眼流
ヤマトの使用する武術。
沸奢（ふっしゃ）
相手の両鎖骨に親指を食い込ませて使う。雷焼が血のみに対し、肉ごと沸騰させる描写がある。

## 血波
血波（けっぱ）はカイトの使う武天眼流の中核にあたり、この物語全体のキーポイントとなる。
血の波動を使うと説明され、血中酸素を一気に増やし心臓を急激に動かす。血波は心臓を自由に動かせることを要求される。
一般的に成人の最大心拍数は「220－年齢数」程度であるといわれるが、血波を使うときは1分間に500回も心臓を動かすことが可能である。逆に作中では座ったまま白目を剥き、心音を確かめたマナに死んでいると思わせたこともあり、そのときは脈拍を5分間に1回と抑えている。マナがカイトの心臓に炎唾連掌による心臓へのショックを与える直前に起き上がり、休んでいただけだと反論しているため修行により心拍のコントロールを平常化している描写がある。
剛の血波（ごうのけっぱ）
心臓の爆発的な鼓動で打ち出された血の勢いが、大きな振動を起こすと説明している。心臓をコントロールすることで心臓をギリギリまで膨張させ集まった大量の血液を一気に収縮させて体内に流す。それにより血管を通して体表に現れる脈動を力に変えて相手に放つ。作中では拳空などがこの血波の利用方法となると思われる。
瞬の血波（しゅんのけっぱ）
心臓をものすごいスピードで動かしてそこから打ち出される血の波動と説明している。剛の血波とは逆に心臓を高速運動させることにより血を細かく振動させることによって高い熱振動を起こして熱を持たせる。相手に触れれば血管を通して相手の体の中を分子レベルで熱することが可能としている。作中では電子レンジと同じ原理と語られる。作中では雷焼、沸奢などがこの血波の利用方法となると思われる。

## サブタイトル
単行本に記載されている書式は第○波と表記されており、○の部分に漢数字を用いている。（例、第一波）
最終話である12話は最終波とされている。各4話ずつを単行本に収録。
1. 山からカイトがやってきた!!
2. マナ怒る!!
3. 対決スモブロス!!
4. カイトVSマイケル大激闘!!
5. 激突!! 脂流VS武天眼流
6. シンリムの名医 Dr.カシバ!!
7. マトゥ現る!!
8. 死闘! 鍼VS血波!!
9. 壮絶! 最終決着!!
10. 闘聖ヤマト、来襲!
11. 至高伝承者
12. 血波同士の死闘

## 単行本
ガンガンコミックス（エニックス）より発行。すでに絶版となっている。
1. 1993年10月22日発行　（ISBN 9784870250611）
2. 1994年3月22日発行　（ISBN 9784870250789）
3. 1994年5月21日発行　（ISBN 9784870250840）